# Fuori orario (album)
Fuori orario è la prima raccolta del gruppo fiorentino Bandabardò.

## Il disco
È un disco celebrativo che segna il tredicesimo anno di attività della band e contiene tutti i successi del gruppo ed alcuni brani riarrangiati.
La raccolta si può suddividere in 4 sezioni ben distinte:
- Brani inediti (Traccia 1-4 CD1)
- Best of..  (Traccia 5-17 CD1)
- Sezione acustica [riarrangiamento di alcuni brani] (Traccia 1-8 CD2)
- Sezione live (Traccia 9-18 CD2)

## Tracce

### CD 1
1. Un Uomo in mare
2. Filastrocca 2
3. Fuori Orario
4. Bobo Merenda (cover di un pezzo di Enzo Jannacci, a sua volta versione italiana di una canzone di Luis Eduardo Aute)
5. Riassunto
6. Fine delle danze
7. Gomez
8. L'Estate paziente
9. Sempre Allegri
10. Passerà la notte
11. Il muro del canto
12. Ubriaco canta amore (con Stefano Bollani)
13. Fortuna
14. 1,2,3... Stella
15. Mama Nonmama
16. Que nadie sepa mi sufrir (testo di Enrique Dizeo, musica di Ángel Cabral)
17. Succederà

### CD 2
1. Disegnata (con la Bandao)
2. W Fernandez
3. Il treno della luna
4. Aò?!
5. Lo sciopero del sole
6. Sogni Grandiosi
7. Manifesto
8. Ho la testa (con la BandaImprovvisa)
9. Tre Passi avanti
10. Sette sono i re
11. 20 Bottiglie Di Vino
12. Mexicostipation
13. Uomini Celesti (Testo di Mogol; musica di Lucio Battisti)
14. Cafe D' Hiver
15. La Fine Di Pierrot
16. Quello che parlava alla luna
17. Beppeanna
18. Vento in Faccia#2

## Formazione

### Gruppo
- Erriquez - voce, chitarra acustica, produzione
- Finaz - chitarra elettrica, chitarra acustica, chitarra semiacustica, cori, produzione
- Orla - chitarra acustica, chitarra elettrica, tastiere, cori
- Don Bachi - basso, contrabbasso
- Nuto - batteria
- Ramon - tromba, percussioni, tastiere, cori

### Produzione
- Cantax - fonico, produzione
- Fabrizio De Carolis - mix e master
- Francesco Barbaro - produttore esecutivo

## Classifiche
| Classifica | Posizione massima |
| ---------- | ----------------- |
| Italia     | 7                 |